# Ciclotetrametilentetranitroammina
La ciclotetrametilentetranitroammina conosciuto anche come HMX oppure ottogene è un esplosivo molto potente e insensibile agli urti come l'RDX.

## Usi
L'HMX è una nitroammina come l'RDX, infatti l'HMX è molto simile all'RDX in quasi tutti gli aspetti. Venne prodotto per la prima volta nel 1930 e venne subito impiegato soprattutto per scopi militari, nei detonatori, come esplosivo al plastico, nelle armi nucleari e anche come combustibile solido (propellente) per razzi.
HMX significa letteralmente “sostanza ad alto peso molecolare”, quindi le prime due lettere vogliono significare “High Molecular weight” mentre la terza lettera è (analogamente all'RDX) un identificativo provvisorio entrato nell'uso comune.
L'HMX è uno degli esplosivi più potenti che finora sono stati realizzati (fatta eccezione per gli ultimissimi appena usciti sul mercato come ad esempio il CL-20/HNIW e l'ONC). Possiede velocità di detonazione pari a 9150 m/s.

## Sintesi
La sintesi è molto simile a quella per produrre l'RDX:
Viene prodotta per la nitrazione dell'esammina in presenza di paraformaldeide, nitrato di ammonio e anidride acetica, quest'ultimo composto viene aggiunto perché durante la reazione di nitrazione viene formata acqua che andrebbe a diluire l'acido nitrico diminuendo l'efficienza della nitrazione, con la presenza però dell'anidride acetica l'acqua reagisce formando acido acetico.